# Championnats du monde IBSF 2025
Navigation
Édition précédente Édition suivante
Les Championnats du monde IBSF 2025 se déroulent du 6 au 16 mars 2025 à Lake Placid (États-Unis) sous l'égide de la Fédération internationale de bobsleigh et de tobogganing (IBSF). Il s'agit d'une compétition annuelle (hors année olympique).
Il y a sept titres à attribuer au total : quatre en bobsleigh (bob à deux masculin, bob à quatre masculin, monobob féminin et bob à deux féminin), trois en skeleton (individuel masculin, individuel féminin, relais mixte). Le championnat de parabob se déroule les 13 et 14 février 2025 à Saint-Moritz.

## Calendrier des épreuves
| ent. | Entraînement | c | Course |

| Événements | Événements      | Calendrier (mars) | Calendrier (mars) | Calendrier (mars) | Calendrier (mars) | Calendrier (mars) | Calendrier (mars) | Calendrier (mars) | Calendrier (mars) | Calendrier (mars) | Calendrier (mars) | Calendrier (mars) | Calendrier (mars) | Calendrier (mars) | Calendrier (mars) | Calendrier (mars) | Calendrier (mars) | Calendrier (mars) | Calendrier (mars) | Calendrier (mars) | Calendrier (mars) | Calendrier (mars) | Calendrier (mars) | Calendrier (mars) |
| Événements | Événements      | jeu 6             | jeu 6             | ven 7             | ven 7             | sam 8             | sam 8             | dim 9             | dim 9             | lun 10            | lun 10            | mar 11            | mar 11            | mer 12            | mer 12            | jeu 13            | jeu 13            | ven 14            | ven 14            | sam 15            | sam 15            | dim 16            | dim 16            |                   |
| ---------- | --------------- | ----------------- | ----------------- | ----------------- | ----------------- | ----------------- | ----------------- | ----------------- | ----------------- | ----------------- | ----------------- | ----------------- | ----------------- | ----------------- | ----------------- | ----------------- | ----------------- | ----------------- | ----------------- | ----------------- | ----------------- | ----------------- | ----------------- | ----------------- |
| Bobsleigh  | Bob à 4 Hommes  |                   |                   |                   |                   |                   |                   |                   |                   |                   |                   |                   |                   |                   |                   |                   |                   | M1                | M2                | M3                | M4                |                   |                   |                   |
| Bobsleigh  | Bob à 2 Hommes  |                   |                   |                   |                   | M1                | M2                | M2                | M3                |                   |                   |                   |                   |                   |                   |                   |                   |                   |                   |                   |                   |                   |                   |                   |
| Bobsleigh  | Bob à 2 Femmes  |                   |                   |                   |                   |                   |                   |                   |                   |                   |                   |                   |                   |                   |                   |                   |                   | M1                | M2                | M3                | M4                |                   |                   |                   |
| Bobsleigh  | Monobob Femmes  |                   |                   |                   |                   | M1                | M2                | M3                | M4                |                   |                   |                   |                   |                   |                   |                   |                   |                   |                   |                   |                   |                   |                   |                   |
| Skeleton   | Skeleton Hommes | M1                | M2                | M2                | M3                |                   |                   |                   |                   |                   |                   |                   |                   |                   |                   |                   |                   |                   |                   |                   |                   |                   |                   |                   |
| Skeleton   | Skeleton Femmes | M1                | M2                | M1                | M2                |                   |                   |                   |                   |                   |                   |                   |                   |                   |                   |                   |                   |                   |                   |                   |                   |                   |                   |                   |
| Skeleton   | Skeleton Mixte  |                   |                   |                   |                   | C                 | C                 |                   |                   |                   |                   |                   |                   |                   |                   |                   |                   |                   |                   |                   |                   |                   |                   |                   |

## Podiums
| Épreuves              | Or                                                                                   | Or      | Argent                                                                         | Argent  | Bronze                                                                   | Bronze  |
| --------------------- | ------------------------------------------------------------------------------------ | ------- | ------------------------------------------------------------------------------ | ------- | ------------------------------------------------------------------------ | ------- |
| Bob à deux masculin   | Allemagne- Francesco Friedrich - Alexander Schüller                                  | 3:39.32 | Allemagne- Johannes Lochner - Georg Fleischhauer                               | 3:39.35 | Allemagne- Adam Ammour - Benedikt Hertel                                 | 3:40.15 |
| Bob à quatre masculin | Allemagne- Francesco Friedrich - Matthias Sommer - Alexander Schüller - Felix Straub | 2:44.52 | Allemagne- Johannes Lochner - Florian Bauer - Jörn Wenzel - Georg Fleischhauer | 2:44.80 | Royaume-Uni- Brad Hall - Arran Gulliver - Taylor Lawrence - Greg Cackett | 2:45.00 |
| Monobob féminin       | Kaysha Love                                                                          | 3:57.82 | Laura Nolte                                                                    | 3:58.26 | Elana Meyers Taylor                                                      | 3:58.31 |
| Bob à deux féminin    | Allemagne- Laura Nolte - Deborah Levi                                                | 3:46.00 | Allemagne- Kim Kalicki - Leonie Fiebig                                         | 3:46.52 | Allemagne- Lisa Buckwitz - Kira Lipperheide                              | 3:47.46 |

| Épreuves        | Or                                       | Or      | Argent                                          | Argent  | Bronze                       | Bronze  |
| --------------- | ---------------------------------------- | ------- | ----------------------------------------------- | ------- | ---------------------------- | ------- |
| Skeleton Hommes | Matt Weston                              | 3:35.48 | Marcus Wyatt                                    | 3:37.38 | Axel Jungk                   | 3:37.41 |
| Skeleton Femmes | Kimberley Bos                            | 3:40.06 | Mystique Ro                                     | 3:40.73 | Anna Fernstädt               | 3:40.81 |
| Relais mixte    | États-Unis- Mystique Ro - Austin Florian | 1:54.53 | Grande-Bretagne- Tabitha Stoecker - Matt Weston | 1:54.63 | Chine- Zhao Dan - Lin Qinwei | 1:54.81 |

## Tableau des médailles
| Rang  | Nation      | Or | Argent | Bronze | Total |
| ----- | ----------- | -- | ------ | ------ | ----- |
| 1     | Allemagne   | 3  | 4      | 3      | 10    |
| 2     | États-Unis  | 2  | 1      | 1      | 4     |
| 3     | Royaume-Uni | 1  | 2      | 1      | 4     |
| 4     | Pays-Bas    | 1  | 0      | 0      | 1     |
| 5     | Chine       | 0  | 0      | 1      | 1     |
| 5     | Tchéquie    | 0  | 0      | 1      | 1     |
| Total | Total       | 7  | 7      | 7      | 21    |